# Joachim Clausen
Joachim Clausen (født 29. april 1952 - død 10. februar 2021) lagde stemme til Mowgli I den danske version af Junglebogen. Fra 1967 til 1970 spillede han sønnen Rikko i radioserien "Karlsens Kvarter". Joachim Clausen var blandt stifterne af Musikteatergruppen Ragnarock i Humlebæk 1975.
Joachim Clausen blev student fra Helsingør Gymnasium i 1971 og han blev magister Kultursociologi på Københavns Universitet i 1981. Havde i en årrække arbejdet ved  Nordisk Ministerråd og Undervisningsministeriet